# Karina Magrupova
Karina Magrupova (24 gennaio 2004) è una nuotatrice artistica kazaka.

## Palmarès

### Coppa del Mondo
- 2 podi:
  - 2 terzi posti (2 nella gara a squadre)